# Pak Či-hu
Pak Či-hu (korejsky: 박지후; anglicky: Park Ji-hu nebo Park Ji-hoo;  * 7. listopadu 2003 Tegu) je korejská herečka. Mezi její nejznámější angažmá patří role ve filmu Kolibřík (2018) a v seriálech All of Us Are Dead (2022) a Tři malé ženy (2022).